# Alianza Internacional de Mujeres
La Alianza Internacional de Mujeres (inglés: International Alliance of Women (IAW), francés: Alliance Internationale des Femmes (AIF), alemán: Internationaler Frauen-Verband) es una organización internacional no gubernamental que trabaja para promover los derechos humanos de las mujeres y niñas en el mundo. Fue fundada en 1904 en Berlín con el nombre de Alianza Internacional para el Sufragio Femenino International Woman Suffrage Alliance (IWSA) por Carrie Chapman Catt, Millicent Fawcett, Susan B. Anthony y otras sufragistas implicadas en la campaña por el sufragio de las mujeres en todo el mundo. 
La IWSA tenía su sede en Londres, y era la principal organización internacional de sufragio femenino. En la actualidad trabaja sobre todo en un amplio enfoque de derechos humanos de mujeres y niñas. Hoy representa a más de 50 organizaciones en todo el mundo que comprenden varios cientos de miles de miembros, y tiene su sede en Ginebra.
Desde 1926, la organización tenía fuertes vínculos con la Liga de las Naciones. Desde 1947, la IAW ha tenido carácter consultivo general de la Consejo Económico y Social de las Naciones Unidas. El IAW también tiene estatus consultivo ante el Consejo de Europa.
Tiene representantes en la sede de la ONU en Nueva York, la oficina de la ONU en Ginebra, la oficina de la ONU en Viena, la UNESCO en París, la Organización de las Naciones Unidas para la Agricultura y la Alimentación en Roma y el Consejo de Europa en Estrasburgo. También tiene representantes en la Liga Árabe en El Cairo y el Consejo de Países del Golfo en Riad, y es miembro influyente del Lobby Europeo de Mujeres en Bruselas. Su presidenta y representante principal ante las Naciones Unidas es Alison Brown. Su actual representante principal de la ONU en Nueva York Soon-Young Yoon también es presidenta del Comité de ONG sobre la Condición Jurídica y Social de la Mujer, Nueva York y Primera Vicepresidenta de la Conferencia de ONGs. Los idiomas de trabajo oficiales de la IAW son inglés y francés.

## Historia

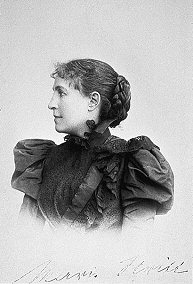
Cofundadora Marie Stritt, feminista alemana (1855–1928)

La decisión para la creación de la organización fue tomada en Washington en 1902 por sufragistas como reacción a la reticencias del Consejo Internacional de Mujeres para apoyar el sufragio femenino. La Alianza se constituyó formalmente durante la segunda conferencia en Berlín en 1904 como International Woman Suffrage Alliance (IWSA), y tuvo su sede en Londres durante gran parte de su historia.  Sus fundadoras fueron Carrie Chapman Catt, Millicent Fawcett, Helena Lange, Susan B. Anthony, Anita Augspurg, Rachel Foster Avery y Käthe Schirmacher.
Entre los congresos posteriores se celebraron en Copenhague (1906), Ámsterdam (1908), Londres (1909), Estocolmo (junio de 1911) y Budapest (1913). La Unión Francesa para el Sufragio Femenino (UFSF), fundada en febrero de 1909, fue reconocida formalmente por el congreso de la IWFA en Londres en abril de 1909 como representante del movimiento sufragista francés. La IWSA también publicó su propio periódico mensual, el Jus Suffragii. La IWSA, influenciada por Millicent Fawcett contra la militancia de las sufragistas al estilo de Emmeline Pankhurst, inicialmente rechazó la membresía en el WSPU en su reunión de Copenhague de 1906.

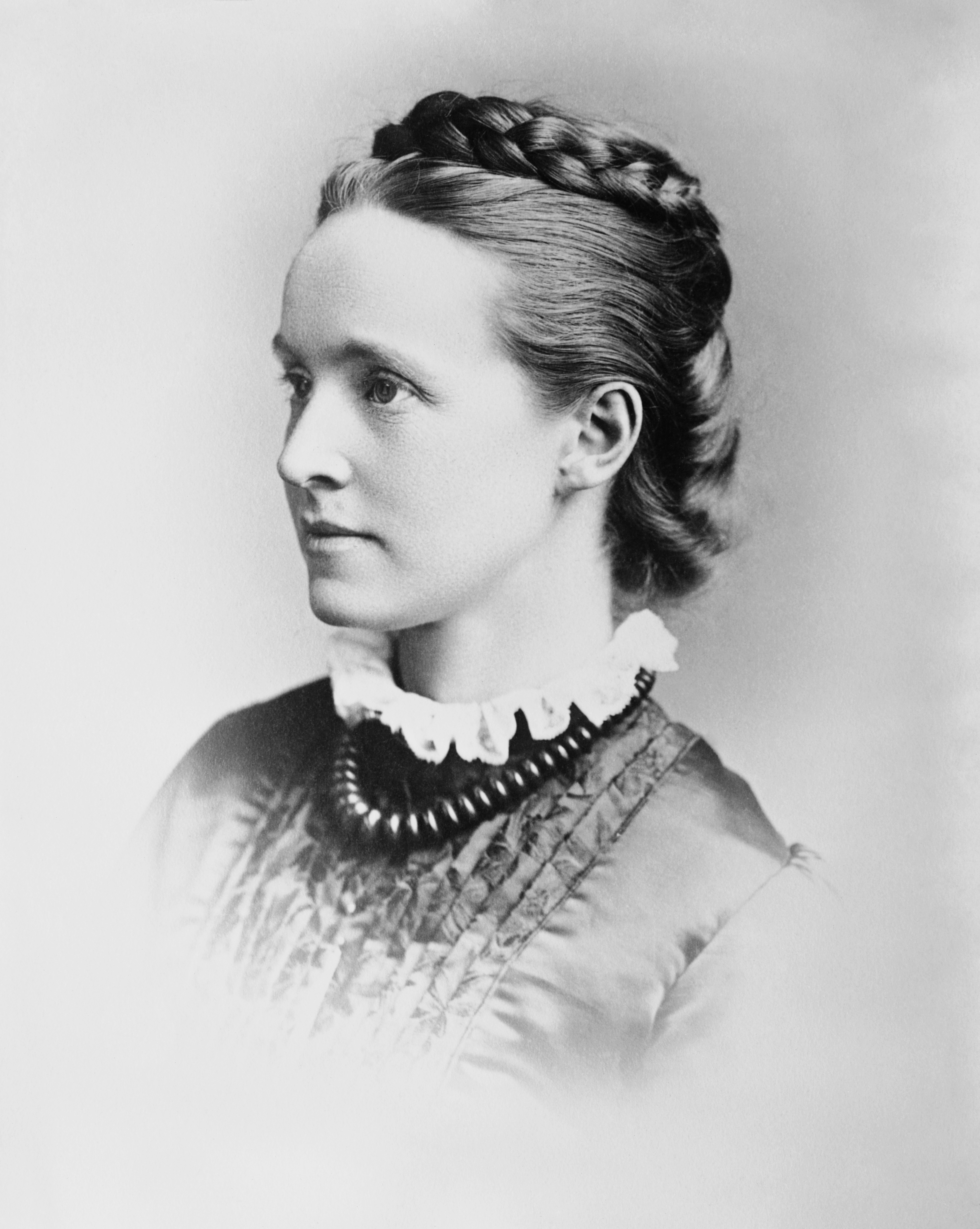
Cofundadora y Vicepresidenta, Dame Millicent Fawcett

A fines de la década de 1920, la organización cambió su nombre a Alianza Internacional de Mujeres para el Sufragio y la Igualdad de Ciudadanía, y en 1946 se modificó a su nombre actual, Alianza Internacional de Mujeres. La primera Junta Ejecutiva incluyó a Carrie Chapman Catt (Presidenta), Anita Augspurg (primera Vicepresidenta), Donovan Bolden (2.ª Vicepresidenta) y Rachel Foster Avery (Secretaria).
La primera presidenta de la organización, Carrie Chapman Catt, también fundó la Liga de Mujeres Votantes en Estados Unidos durante su presidencia.
El color tradicional de la organización, usado para simbolizar los derechos de las mujeres y el sufragio femenino, es el amarillo.

## Situación actual
La IAW representa a más de 50 organizaciones en todo el mundo y ha atraído a muchos miembros individuales. La IAW recibió el estatus consultivo general del Consejo Económico y Social de las Naciones Unidas en 1947, y tiene un estatus participativo con el Consejo de Europa. La IAW tiene representantes permanentes en Nueva York, Viena, Ginebra, París, Roma, Nairobi y Estrasburgo y se dirige a la Unión Europea a través de su membresía en el Lobby Europeo de Mujeres en Bruselas. La representante actual de la IAW en la sede de la ONU, Soon-Young Yoon, también es presidenta del Comité de ONG sobre el estado de la mujer, Nueva York. También tiene representación en la Liga Árabe, la Unión Africana y otras organizaciones.
La IAW presta especial atención a la ratificación y aplicación universal sin reservas de la Convención sobre la eliminación de todas las formas de discriminación contra la mujer (CEDAW) y su Protocolo facultativo. Las actuales Comisiones de la IAW abordan los temas de: justicia y derechos Humanos; democracia; paz; eliminación de la violencia y la salud.

## Conferencias
- Primera, Washington, D.C., 1902
- 2, Berlín, 1904
- 3, Copenhague, 1906
- 4, Ámsterdam, 1908
- 5, Londres, 1909
- 6, Estocolmo, 1911
- 7, Budapest, 1913
- 8, Ginebra, 1920
- 9, Roma, 1923
- 10, París, 1926
- 11, Berlín, 1929
- 12, Estambul, 1935
- 13, Copenhague, 1939
- 14, Interlaken, 1946
- 15, Ámsterdam, 1949
- 16, Nápoles, 1952
- 17, Colombo, Ceilán, 1955
- 18, Atenas, 1958
- 19, Dublín, 1961
- 20
- 21, Inglaterra, 1967
- 22, Konigstein, Alemania Occidental, 1970
- 23, Nueva Delhi, 1973

## Presidentas
- Carrie Chapman Catt (EE. UU.) 1904–1923

- Margery Corbett Ashby (Reino Unido) 1923–1946

- Hanna Rydh (Suecia) 1946–1952

- Ester Graff (Dinamarca) 1952–1958

- Ezlynn Deraniyagala (Sri Lanka) 1958–1964

- Begum Anwar Ahmed (Pakistán) 1964–1970

- Edith Anrep (Suecia) 1970–1973

- Irène de Lipkowski (Francia) 1973–1979

- Olive Bloomer (Reino Unido) 1979–1989

- Alice Yotopoulos-Marangopoulos (Grecia) 1989–1996

- Patricia Giles (Australia) 1996–2004

- Rosy Weiss (Austria) 2004–2010

- Lyda Verstegen (Países Bajos) 2010–2013

- Joanna Manganara (Grecia) 2013–2020

- Cheryl Hayles (Canadá) 2020-2021
- Marion Böker (Alemania) 2021-2022
- Alison Brown (EE U.U.) 2022-

### Secretarias ejecutivas
- Miranda Tunica Ruzario

## Miembros
| Afiliadas (miembros de pleno de derecho) - Association des femmes de l’Europe Méridionale, - All India Women's Conference, - All Pakistan Women's Association, - Association Suisse pour les Droits de la Femme, - Bangladesh Mahila Samity, - CILAF-LFDF, - Coterie of Social Workers, - Country Women’s Association of India, - Danish Women's Society, - Deutscher Frauenring, - German Association of Female Citizens, - Fédération des Femmes Burkinabe, - Frauen Netzwerk für Frieden, - Frederika Bremer Förbundet, - Hoda Chawari Association, - Organización Mundial de Mujeres Sionistas, - Kvenréttindafélag Íslands, - League of Women Voters of Japan, - Ligue Hellénique pour le Droits des Femmes, - Lithuanian Women’s Society, - Lucy Stone League, - Mauritius Alliance of Women, - Nederlandse Vereniging voor Vrouwenbelangen, - Asociación Noruega por los Derechos de las Mujeres, - Pancyprian Movement Equal Rights & Equal Responsibilities, - Sri Lanka Women’s Conference, - Union of Kuwaiti Women’s Associations, - Unioni Naisasialiito Suomessa Ry, - Women's Electoral Lobby, - Zambia Alliance of Women, | Miembros asociados - Alliance of Women of Serbia, - Action Sociale pour le Développement Intégral de la fille et de la femme congolaise, - Association pour le Planning Familial et l’Epanouissement de la Femme, - Autonomes FRAUENzentrum, - Bali Women’s Union of Farming Groups, - Croatian Alliance of Women IWAD, - Egyptian Society for the Development of Local Communities, - Fédération de Femmes pour la Paix et le Développement, - Femmes rurales contre la violence et les maladies sexuellement transmissibles, - Fund for Women in Asia, - Josephine Butler Society, - La Colombe, - League of Women Voters of Victoria, - Metro Manila Council of Women Balikatan, - Mmabatho Foundation Women’s Development, - ONG-SAPHTA, - Platform of Women’s Empowerment and Rights, - Promo Femmes/Développement Solidarité, - Saroj Nalini Dutt Memorial Association, - Slum Aid Project, - Sri Lanka Women’s Association UK, - Union of Australian Women (Victoria) Inc., - Women’s Comfort Corner, - Women’s Rights Movement of the Philippines, |